# Homokpadi cápa
A homokpadi cápa (Carcharhinus plumbeus) a porcos halak (Chondrichthyes) osztályának kékcápaalakúak (Carcharhiniformes) rendjébe, ezen belül a kékcápafélék (Carcharhinidae) családjába tartozó faj.

## Előfordulása
A homokpadi cápa legnagyobb állományai az Atlanti-óceánban találhatók meg. A Nyugat-Atlanti-óceánban az Amerikai Egyesült Államokbeli Massachusettstől délre, egészen a Mexikói-öbölig és a Karib-térség nyugati feléig lelhető fel; míg ugyanez óceán keleti felén az elterjedési területe Portugáliától egészen a Kongói Demokratikus Köztársaságig tart, beleértve a Földközi-tengert is. Az Indiai- és Csendes-óceánokban ritkább az előfordulása. Kisebb állományai találhatók a Vörös-tengerben, a Perzsa-öbölben, Afrika keleti partjainál, Hawaii környékén, a Revillagigedo- és a Galápagos-szigetek vizeiben.

## Megjelenése
Ez a kékcápafaj általában 200 centiméter hosszú, de akár 250 centiméteresre is megnőhet. 126-183 centiméteresen már felnőttnek számít. A legnehezebb kifogott példány 117,9 kilogrammot nyomott. A pofája tompa, közepes hosszúságú és lekerekített. Fogai háromszög alakúak; széleik fűrészesek. A két hátúszó között kiemelkedés látható. Az első hátúszó nagy és egyenesen feláll. Háti része és az oldalai szürkésbarnák vagy bronzszínűek, nincs rajtuk jól kivehető mintázat; hasi része fehér. Az úszói egyszínűek, bár egyes példányok úszóinak végei szürkék.
Erre fajra a nemi kétalakúság jellemző. A két nemet megkülönböztető testrész: a bőr. A nőstény bőre jóval vastagabb, mint a hímé. Ez azért van így, mivel párosodáskor a hím ráharap a nőstényre, továbbá a vergődés közben a nőstény megvághatja magát a vágós, szúrós virágállatokon és kavicsokon.

## Életmódja
Trópusi és szubtrópusi porcos hal, amely inkább a nyílt vizeket kedveli, de néha a brakkvízbe is beúszik. 1-280 méteres mélységek között tartózkodik; 65 méter alá azonban ritkán megy le. A 23 °C - 27 °C-fokos vízhőmérsékletet kedveli. Elterjedési területének egyes részein évszakos vándorlásokat tesz meg. Táplálékai közé sorolhatok: a csontos halak, kisebb cápák, ráják, fejlábúak, csigák és rákok. A különböző korú állatok nem keverednek egymással. Ezen a cápafajon a következő evezőlábú rákok (Copepoda) élősködnek: Alebion carchariae, Nesippus crypturus, Pandarus cranchii és Pandarus smithii.
Legfeljebb 34 évig él.

## Szaporodása
A homokpadi cápa elevenszülő; a peték kiürülő szikzacskója az emlősök méhlepényéhez hasonlóan a nőstény szöveteihez kapcsolódik. A vemhesség 12 hónapig tart. Egy alomban 1-14, 56-75 centiméteres kis cápa lehet. A Kínai Köztársaság északkeleti vizeiben február és április között jönnek világra a kis cápák. Párosodáskor a cápák egymáshoz simulnak.

## Felhasználása
Ezt a szirticápát ipari mértékben halásszák. Húsáért, bőréért és májoljáért fogják ki. Frissen, füstölve, szárítva és fagyasztva árusítják. Az úszóit a cápauszonyleves készítéséhez kell. A hagyományos kínai orvoslásban is szerepe van. A sporthorgászok igen kedvelik, mivel igen harcias és ha horogra akad ádázul küzd. Ha kis korában teszik az akváriumba, akkor jól alkalmazkodik a fogsági élethez.

## Képek

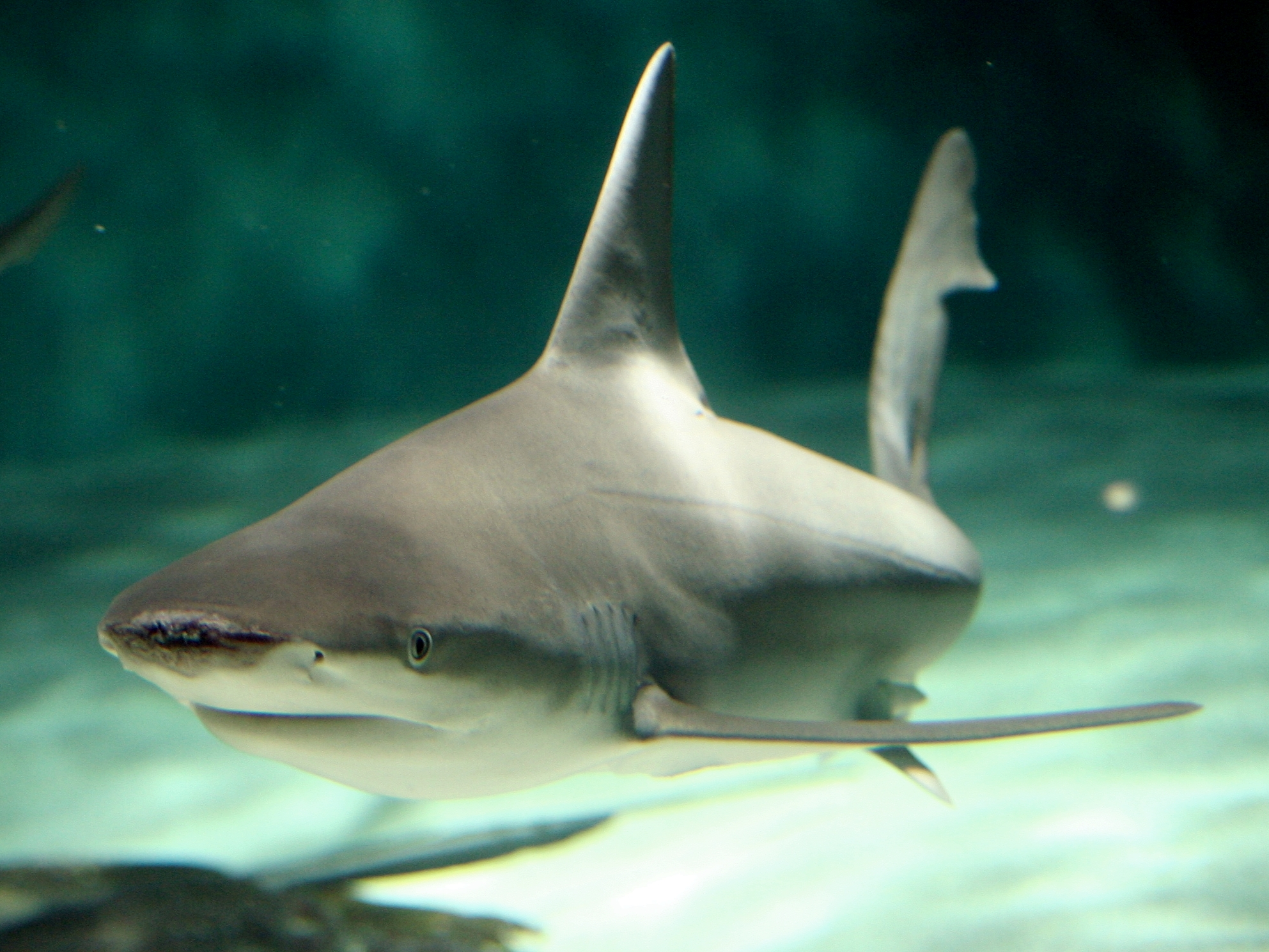
A homokpadi cápa
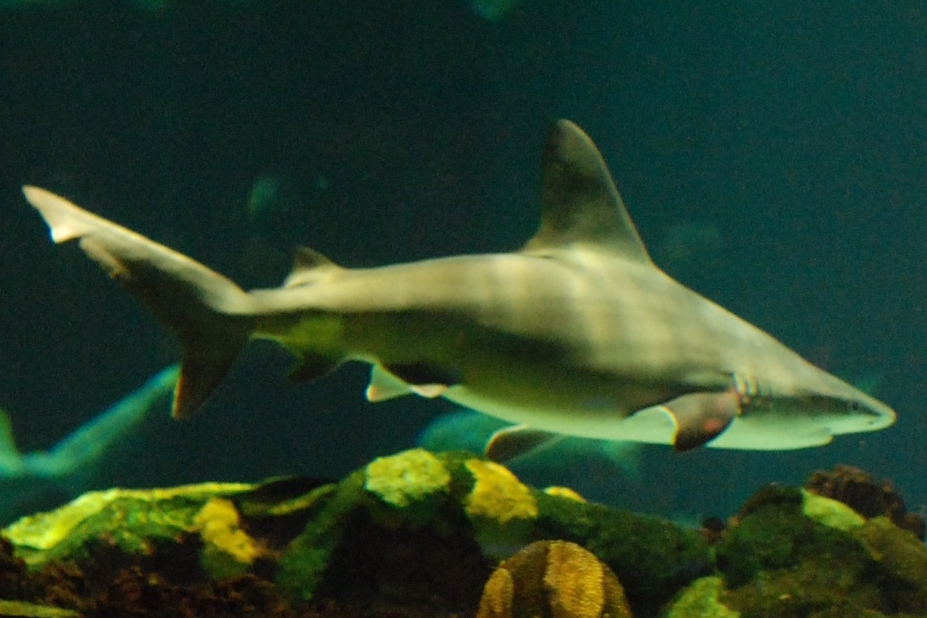
akváriumban
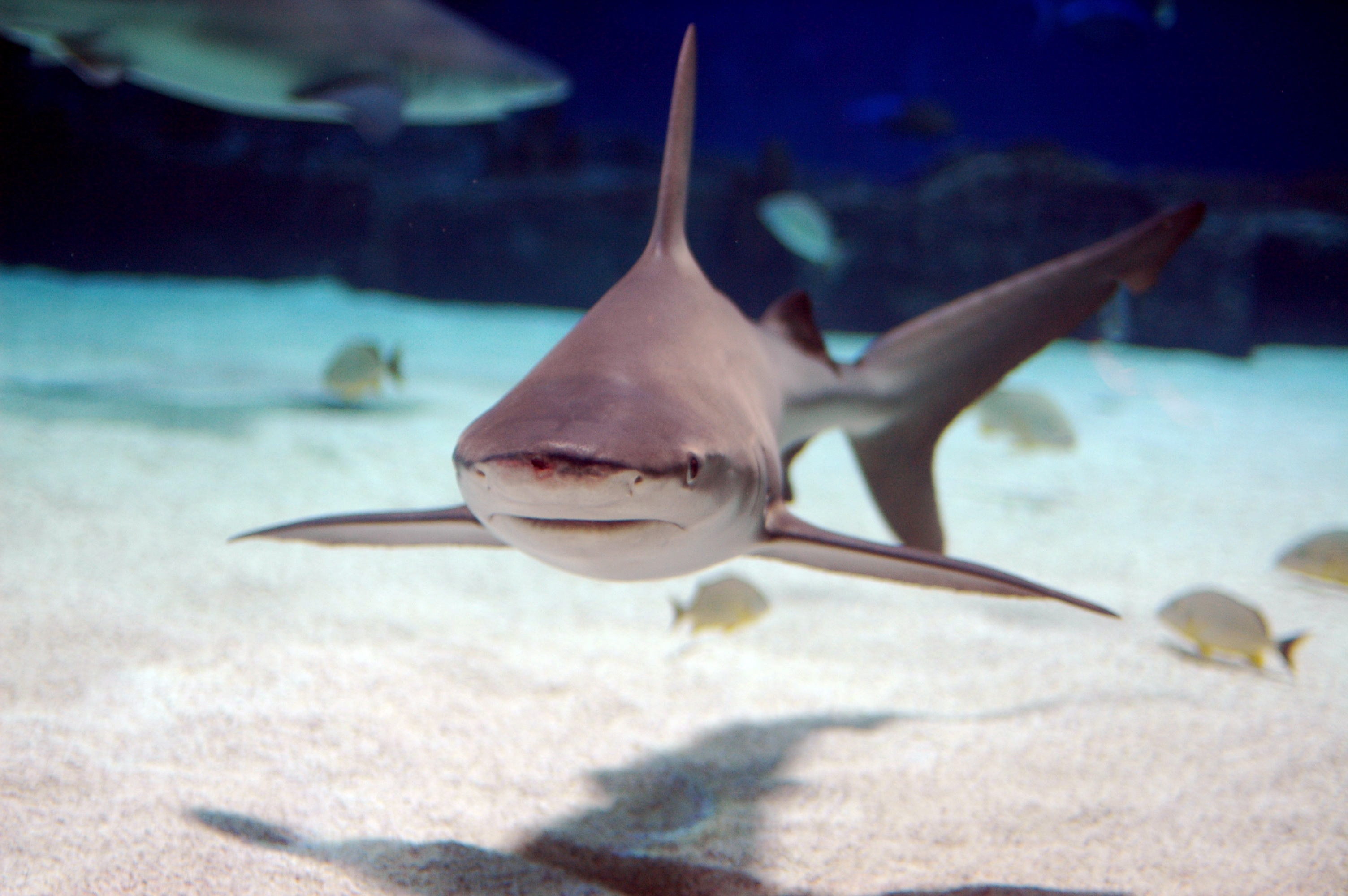
és
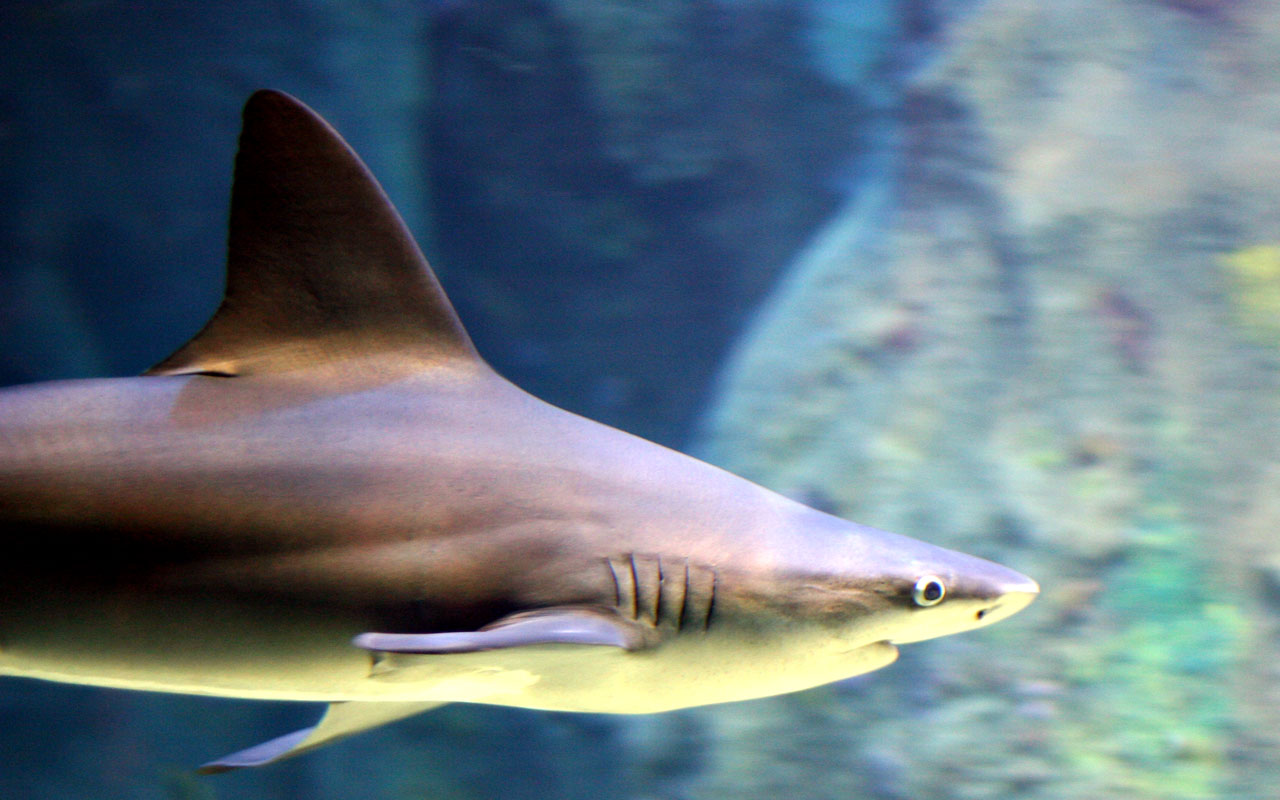
élőhelyén
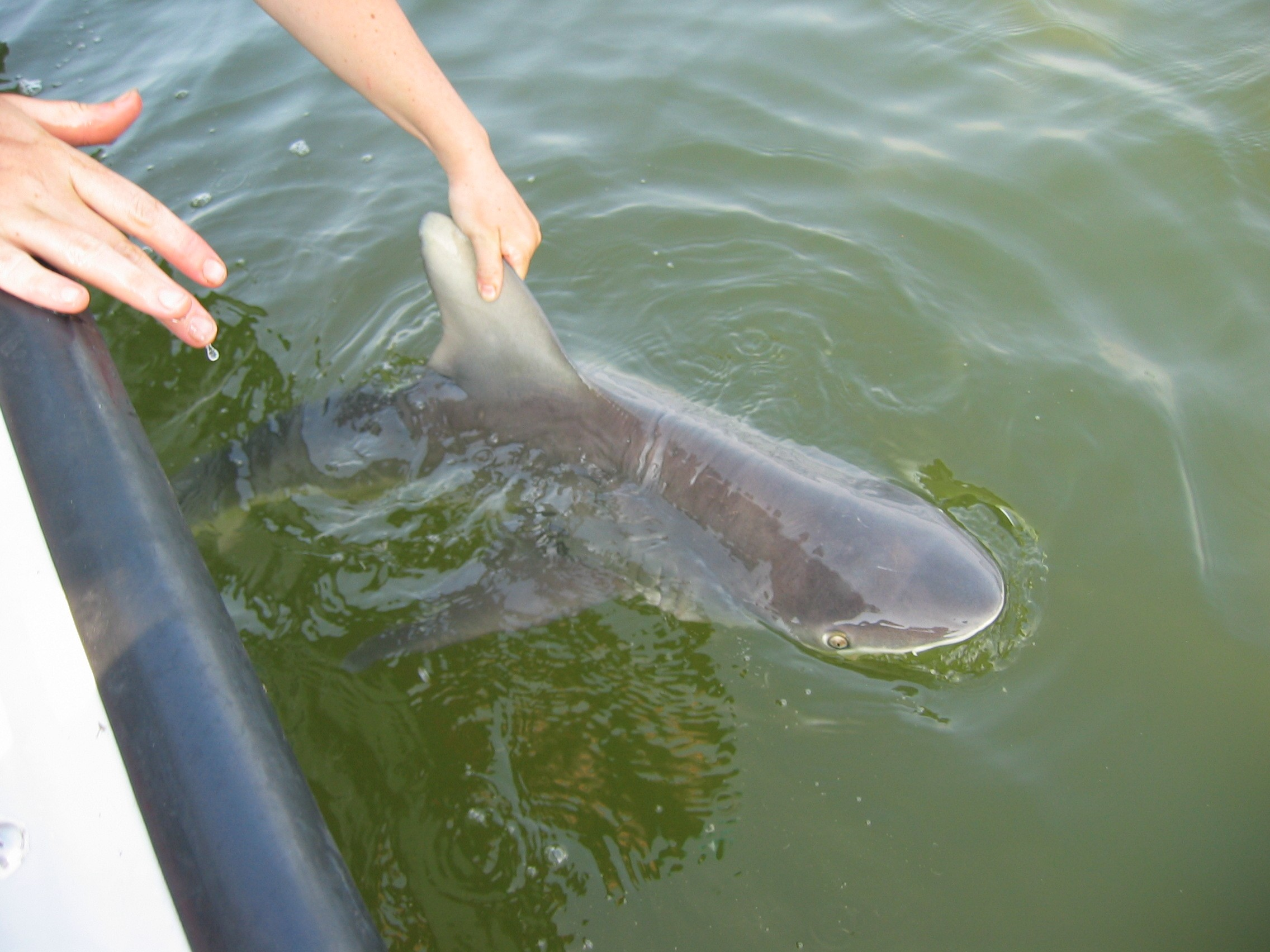
Fiatal egyed
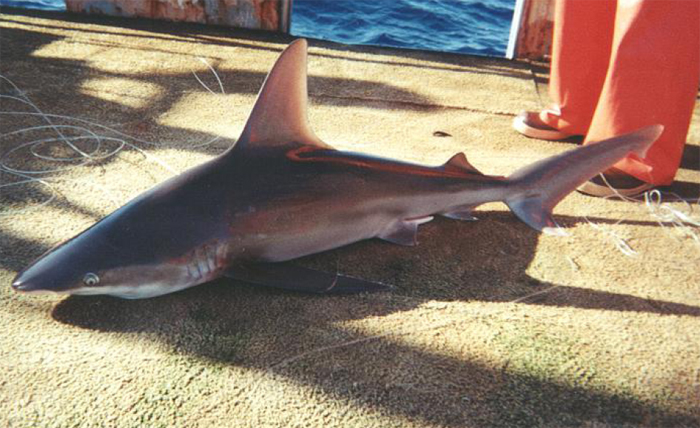
Kifogott példány
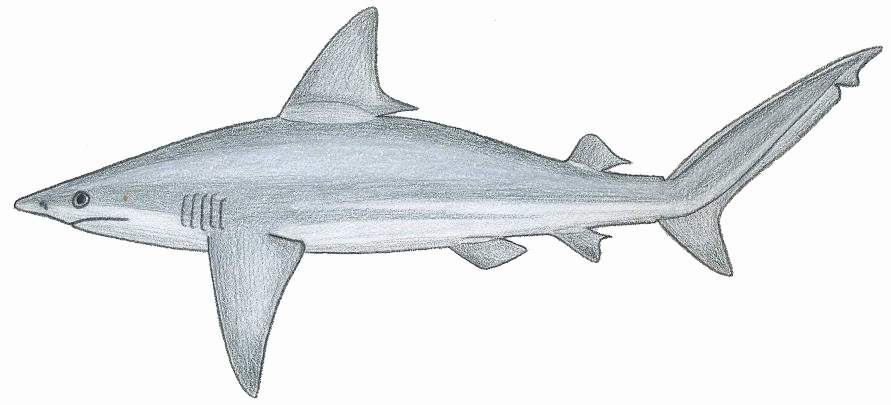
Rajz a cápáról